# Acacia malacocentra
Acacia malacocentra é uma espécie de leguminosa do gênero Acacia, pertencente à família Fabaceae.